# Karl Joseph Hieronymus Windischmann
Karl Joseph Hieronymus Windischmann, född 24 augusti 1775 i Mainz, död 23 april 1839 i Bonn, var en tysk läkare och filosof; far till Friedrich Windischmann.
Windischmann var professor vid Bonns universitet och en katoliserande anhängare av Friedrich von Schellings åsikter. Han var en tid livmedikus hos kurfursten av Mainz, Friedrich Karl Joseph von Erthal. Windischmann förfäktade teorin om den animala magnetismen.